# Афера Стівена Гласса
«Афера Стівена Гласса» (англ. Shattered Glass) — біографічна драма 2003 року, знята Біллі Реєм за власним сценарієм. Сценарій оснований на статті «Vanity Fair» Базза Біссінгера, опублікованої у вересні 1998 року. У ній автор висвітлив стрімку журналістську кар'єру Стівена Гласса в «The New Republic» в середині 1990-х років і його різке падіння, коли було викрито його широко розповсюджене журналістське шахрайство.
У фільмі знімались Гайден Крістенсен, Пітер Сарсгаард, Хлоя Севіньї, Генк Азарія, Мелані Лінскі і Стів Зан. Прем'єра стрічки відбулась на Міжнародному кінофестивалі в Торонто 10 серпня 2003 року після чого її представили ще на кількох кінофестивалях, зрештою отримавши обмежений прокат 26 листопада 2003 року в Північній Америці. Хоча фільм не мав великого успіху, він був схвально прийнятий критиками, особливо майстерне виконання ролей Крістенсеном і Сарсгаардом.

## Сюжет
Стівен Гласс — репортер у «The New Republic», де він заробив собі ім'я на написанні яскравих історій. Редактора журналу Майкла Келлі поважають усі молоді співробітники. Коли Девід Кін (на той час голова Американського консервативного союзу) ставив питання про опис Гласса мінібарів та п'яних витівок молодих республіканців на з'їзді, Келлі підтримав свого репортера, визнавши одну помилку Гласса, але сказав, що все інше правда.
Келлі звільняють після того, як він виступає проти свого боса Марті Перетца, а його колега-письменник Чарльз «Чак» Лейн отримує підвищення, зайнявши місце Майкла. Журнал публікує розважальну історію Гласса під назвою «Hack Heaven» про Яна Рестіла — хакера-підлітка, який отримав високооплачувану роботу в компьютерній компанії «Jukt Micronics» після злому їхньої комп'ютерної системи. Після публікації статті репортер «Forbes Digital Tool» Адам Пененберг починає досліджувати цю історію, щоб дізнатися, як Гласс отримав інформацію; Пененберг не може знайти ніякі підтверджуючі докази для розповідей Гласса.
Лейн починає щось підозрювати після питань репортера «Forbes», а Гласс не може надати джерела своєї статті, бо кілька фрагментів конкретних доказів були взяті з аматорського вебсайту, що представляв «Jukt Micronics», а вказаний номер телефону в Пало-Альто мав одну лінію, кожен дзвінок якої перенаправляється безпосередньо до голосової пошти. Пененберг та його колега Енді Фокс не могли знайти ніяких доказів про «Jukt» або будь-яких людей, згаданих в історії: Рестіла, президента компанії Джорджа Сімса, колишнього агента НБА Джо Гіерта та правоохоронця Джима Гарта навіть не існували. Лейн веде Гласса до конференц-центру, де мав би відбутися з'їзд хакерів. Від охоронця Лейн дізнається, що в той день приміщення було закритим. Чак також виявляє, що ресторан, де хакери нібито вечеряли, не працює в першій половині дня.
Після свого невдалого захисту Гласс нарешті «визнає» Лейну, що він насправді не був на з'їзді хакерів, але покладався на джерела інформації та удавав, що він був присутнім, щоб написати статтю від першої особи. Лейна це обурює, але він обережно продовжує шукати правду. Його дії викликають ворожнечу між ним і колегами. Кейтлін Ейві так злиться на дії Лейна, що починає обдумувати звільнення. Один із співробітників висловлює Лейну стурбованість душевним станом Гласса, він згадує, що у Стівена є брат, який живе в Пало-Альто. Для Лейна стає зрозуміло, що йому передзвонив брат Стівена, видавши себе Сімсом.
Гласс благає про ще один шанс, але Лейн виганяє його з офісу і забирає картку безпеки. З минулих випусків «The New Republic» Лейн розуміє, що більша частина попередньої роботи Гласса була сфальсифікована. Коли Стівен повертається, Лейн звільняє його. Кейтлін звинувачує Лейна у бажанні позбутися всіх, хто був лояльним до Келлі, але він змушує її діяти як хороший репортер. Він нагадує їй, що половина сфальсифікованих історій була опублікована Майклом після перевірки фактів. Тепер увесь персонал повинен буде вибачитися перед своїми читачами за те, що дозволили Глассу продовжувати друкувати фіктивні історії.
Наступного дня секретарка гаряче зауважує Лейну, що всіх цих проблем можна було б уникнути, якби статті містили фотографії, проти яких виступив Лейн. Чак з'ясовує, що персонал вибачився перед читачами. Вони аплодують своєму редактору, що означало їхню єдність. На зустрічі з Лейном і адвокатом Гласс мовчки визнає, що 27 з 41 статті, які він написав для «The New Republic», було повністю або частково сфабриковано.
Епілог показує, що Гласс вирішив закінчити юридичну школу і написав роман під назвою «The Fabulist» про репортера, який сфабриковує його розповіді. Майкл Келлі був вбитий в Іраку під час операції «Іракська свобода». Фільм присвячений його пам'яті.

## У ролях
| Актор             | Роль           |
| ----------------- | -------------- |
| Гайден Крістенсен | Стівен Гласс   |
| Пітер Сарсгаард   | Чарлз Лейн     |
| Хлоя Севіньї      | Кейтлін Ейві   |
| Розаріо Доусон    | Енді Фокс      |
| Мелані Лінскі     | Емі Бранд      |
| Генк Азарія       | Майкл Келлі    |
| Стів Зан          | Адам Пененберг |
| Тед Котчефф       | Марті Перетц   |
| Овен Ротармел     | Ян Рестіл      |
| Білл Роват        | брат Гласса    |
| Марк Блум         | Льюїс Естерідж |
| Чад Донелла       | Девід Бах      |
| Джеймі Елмен      | Аарон Блут     |
| Люк Кірбі         | Роб            |
| Кас Анвар         | Кімбіз Форухар |

## Виробництво
Продюсер Крейг Баумгартен, працюючи з керівником HBO Гає Гірш, обирає статтю з журналу «Vanity Fair» Базза Біссінгера про Стівена Гласса для оригінального фільму HBO. Вони найняли сценариста Біллі Рея за роботою для стрічки TNT «Legalese». Рей виріс разом з Бобом Вудвордом і Карлом Бернштейном як і їхні герої, а також вивчав журналістику протягом року. Саме ця любов до журналістики мотивувала його зробити фільм «Афера Стівена Гласса».
Раптова зміна в керуванні компанією поставила фільм під загрозу, він залишався неактивним протягом двох років, поки Cruise / Wagner Productions не купив права в HBO. Вони взяли його в Lionsgate і Рей запропонував себе не лише як сценарист, а ще й як режисер. Рей застряг з проєктом, тому що знав Біссінгера, раніше адаптував його книгу «Нічні вогні п'ятниці». Завдання для Рея полягала в тому, щоб зробити тему придатною для перегляду, оскільки, за словами кінорежисера, «спостерігати за тим, як люди пишуть, це смертельна нудьга … у фільмі діалог є тим, що персонаж бажає розкрити про себе, камера, щоб спіймати все інше». Проривом для Рея стало розуміння, що справжній головний герой фільму був не Гласс, а Чак Лейн. За словами Рея, «так цікаво, який Стівен Гласс стане в кінці фільму, люди захочуть вбити себе — ви просто не зможете бути з ним до кінця». Він використовував статтю Біссінгера як відправну точку, що дало йому лінію діалогу, на якій можна було зачепити весь характер Гласса: «Ви сердитесь на мене?». За словами Рея, «ви можете побудувати цілого персонажа навколо цього прикладу, і ми зробили це».
Щоб підготуватися до фільму, Рей опитав кілька разів ключових осіб для точних деталей. На початку він витратив багато часу на те, щоб заслужити довіру людей, які працювали з Глассом, щоб змусити їх зрозуміти, що необхідно бути об'єктивним.Справжній Майкл Келлі був настільки нещасливим своїм зображенням у статті Біссінгера, що погрожував подати до суду, коли Рей вперше зв'язався з ним з приводу фільму і відмовився протягом двох років читати сценарій Рея, який він зрештою схвалив. Рей спробував звернутися до Гласса через своїх адвокатів, але марно. Адвокати Lionsgate попросили Рея надати їм анотований сценарій, де він повинен був занотовувати кожен рядок діалогу, кожне твердження і створити резервні копії відповідних нотаток.
У ніч перед початком основного знімання в Монреалі, Рей показав стрічку «Вся президентська рать» для акторів і знімальної групи. Він знімав обидві половини фільму по-різному: у першій частині автор використовував ручні камери в сценах, що відбувалися в офісах «The New Republic», але коли редактори «Форбса» починали ставити під сумнів Гласса, камера була більш стабільною. 
Оригінальна версія фільму Рея мала лінійніший виклад подій, але під час монтажу він зрозумів, що стрічка недостатньо хороша. Він зібрав додаткові кошти, щоб зняти сцени в середній школі, якими зациклив фільм.
3 квітня 2003 року трохи більше ніж за шість місяців до виходу фільму, Майкл Келлі був убитий, підчас роботи над репортажем про вторгнення в Ірак.Фільм присвячений його пам'яті.

## Випуск
Прем'єра стрічки Афера Стівена Гласса відбулась на Міжнародному кінофестивалі в Торонто, дотого ж її демонстрували на кінофестивалях в Теллурайді, Бостоні, Мілл Валлі, Остіні, «Woodstock». 31 жовтня 2003 року фільм показали у восьми кінотеатрах в Нью-Йорку та Лос-Анжелесі, зібравши $ 77 540 у перші вихідні прокату. Сума касових зборів склала $ 2 220 008 у Північній Америці та $ 724 744 закордоном, що загалом складає $ 2 944 752.

## Сприйняття

### Критика
Фільм отримав позитивні відгуки від критиків. На сайті Rotten Tomatoes рейтинг фільму становить 91 % на основі 172 відгуків із середньою оцінкою 7.68 / 10, йому зараховано «свіжий помідор». Критичний консенсус сайту стверджує: «Привабливий погляд на падіння Стівена Гласса від благодаті». На сайті Metacritic оцінка становить 73 бали зі 100 на основі 38 відгуків критиків, що вказує на «загалом схвальні відгуки».
А. О. Скотт з «The New York Times» назвав фільм «серйозним, добре написаним дослідженням практики журналістики» і «проникливою та дивовижною драмою». Він додав: «Більш демонстративно-амбіційний фільм, можливо, намагався заглибитися в особисту історію Гласса в пошуках пояснення своєї поведінки або знайти провокаційні зв'язки між цією поведінкою та культурним і політичним кліматом того часу. Такий фільм міг би бути звичайним, легким і зрештою неправдивим. Рей знає краще як сенсаціювати розповідь про небезпеку сенсації. Фільм „Афера Стівена Гласса“ достатньо хороший, щоб бути правдою». Роджер Еберт з «Chicago Sun-Times» оцінив фільм у три з половиною зірки з чотирьох і вважав, що фільм був добре відтворений і «заслуговує порівняння з стрічкою „Вся президентська рать“ серед фільмів про журналістику». В огляді від "The Village Voice" Джим Гоберман відкинув фільм як «важливий, але несмачний», і запитав: «„Афера Стівена Гласса“ напрошується на велике питання: які культурні традиції підносять Гласса задля розважальної цінності, карають його за те, що він є занадто цікавим, винагороджують недоброю славою, а потім знову воскрешають його, щоб показати моральний урок?».
Виконання ролі Чарльза Лейна Сарсгаардом високо оцінили кілька критиків. «USA Today» подарував фільму три з половиною зірки з чотирьох і написав про нього: «Сарсгаард заслуговує більше довіри, ніж, мабуть отримає за своє майстерне виконання». Гленн Кенні з журналу «Premiere» написав, «це Пітер Сарсгаард, як редактор, який дає Глассу те, що він заслуговує, який крокує картиною, змінюючи жорсткість його характеру в моральне обурення, що, зрештою, бадьорить». За свою роль актор отримав численні нагороди в категорії «Найкраща чоловіча роль другого плану», зокрема Бостонської спілки кінокритиків, кінокритиків Канзас-Сіті, Національної спілки кінокритиків США, Спілки онлайн-критиків, Коло кінокритиків Сан-Франциско, Асоціації кінокритиків Торонто, а також номінації кінопремій «Незалежний дух» та «Золотий глобус». The A.V. Club розмістив зображення Чака Лейна шостим у списку найкращих виконаних ролей десятиліття.
Стівен Гласс побачив фільм, і, роздумуючи про досвід, сказав: «Це було дуже боляче для мене. Це було схоже на те, як бути на екскурсії по моментах свого життя, за які мені найбільше соромно».

### Номінації та нагороди
| Нагороди та номінації фільму «Афера Стівена Гласса» | Нагороди та номінації фільму «Афера Стівена Гласса» | Нагороди та номінації фільму «Афера Стівена Гласса» | Нагороди та номінації фільму «Афера Стівена Гласса» | Нагороди та номінації фільму «Афера Стівена Гласса» | Нагороди та номінації фільму «Афера Стівена Гласса» |
| Рік                                                 | Кінофестиваль/кінопремія                            | Категорія/нагорода                                  | Номінант                                            | Результат                                           |                                                     |
| --------------------------------------------------- | --------------------------------------------------- | --------------------------------------------------- | --------------------------------------------------- | --------------------------------------------------- | --------------------------------------------------- |
| 2003                                                | Бостонська спілка кінокритиків                      | Найкраща чоловіча роль другого плану                | Пітер Сарсгаард                                     | Перемога                                            |                                                     |
| 2003                                                | Коло кінокритиків Канзас-Сіті                       | Найкраща чоловіча роль другого плану                | Пітер Сарсгаард                                     | Перемога                                            |                                                     |
| 2003                                                | Національна рада кінокритиків США                   | Особлива згадка                                     | «Афера Стівена Гласса»                              | Перемога                                            |                                                     |
| 2003                                                | Коло кінокритиків Сан-Франциско                     | Найкраща чоловіча роль другого плану                | Пітер Сарсгаард                                     | Перемога                                            |                                                     |
| 2003                                                | Спілка кінокритиків Сіетла                          | Найкраща чоловіча роль другого плану                | Пітер Сарсгаард                                     | Перемога                                            |                                                     |
| 2003                                                | Асоціація кінокритиків Торонто                      | Найкраща чоловіча роль другого плану                | Пітер Сарсгаард                                     | Перемога                                            |                                                     |
| 2004                                                | «Золотий глобус»                                    | Найкраща чоловіча роль другого плану                | Пітер Сарсгаард                                     | Номінація                                           |                                                     |
| 2004                                                | Асоціація кінокритиків Чикаго                       | Найкраща чоловіча роль другого плану                | Пітер Сарсгаард                                     | Номінація                                           |                                                     |
| 2004                                                | Асоціація кінокритиків Чикаго                       | Найперспективніший режисер                          | Біллі Рей                                           | Номінація                                           |                                                     |
| 2004                                                | «Незалежний дух»                                    | Найкращий фільм                                     | «Афера Стівена Гласса»                              | Номінація                                           |                                                     |
| 2004                                                | «Незалежний дух»                                    | Найкращий сценарій                                  | Біллі Рей                                           | Номінація                                           |                                                     |
| 2004                                                | «Незалежний дух»                                    | Найкраща чоловіча роль другого плану                | Пітер Сарсгаард                                     | Номінація                                           |                                                     |
| 2004                                                | «Незалежний дух»                                    | Найкраща робота оператора                           | Менді Волкер                                        | Номінація                                           |                                                     |
| 2004                                                | «Золотий трейлер»                                   | Найкращий незалежний фільм                          | The Ant Farm                                        | Номінація                                           |                                                     |
| 2004                                                | Національна спілка кінокритиків США                 | Найкраща чоловіча роль другого плану                | Пітер Сарсгаард                                     | Перемога                                            |                                                     |
| 2004                                                | Спілка онлайн-критиків                              | Найкраща чоловіча роль другого плану                | Пітер Сарсгаард                                     | Перемога                                            |                                                     |
| 2004                                                | Спілка онлайн-критиків                              | Найкращий адаптований сценарій                      | Біллі Рей                                           | Номінація                                           |                                                     |
| 2004                                                | Спілка онлайн-критиків                              | Найкращий режисер                                   | Біллі Рей                                           | Номінація                                           |                                                     |
| 2004                                                | «Супутник»                                          | Найкращий актор (драма)                             | Гайден Крістенсен                                   | Номінація                                           |                                                     |
| 2004                                                | «Супутник»                                          | Найкращий адаптований сценарій                      | Біллі Рей                                           | Номінація                                           |                                                     |